# Böheimkirchen
Böheimkirchen är en ort och kommun  i Österrike. Den ligger i distriktet Sankt Pölten-Land i förbundslandet Niederösterreich, 50 kilometer väster om huvudstaden Wien.
Kommunen består av 27 orter (Ortschaften) (inom parentes invånarantal 1 januari 2024):

- Außerkasten (110)
- Bauland (19)
- Blindorf (7)
- Böheimkirchen (2 849)
- Diemannsberg (5)
- Dorfern (18)
- Dürnhag (30)
- Furth (184)
- Gemersdorf (105)
- Grub (29)
- Hinterberg (67)
- Hinterholz (55)
- Hub (11)
- Kollersberg (24)
- Lanzendorf (152)
- Maria Jeutendorf (176)
- Mauterheim (82)
- Mechters (98)
- Plosdorf (157)
- Reith (134)
- Röhrenbach (21)
- Schildberg (171)
- Siebenhirten (72)
- Untergrafendorf (305)
- Untertiefenbach (29)
- Weisching (253)
- Wiesen (80)